# Newsnight
O Newsnight é o principal telejornal transmitido pelo canal britânico BBC Two, que fornece "investigação e análise em profundidade das histórias por trás das manchetes do dia". É transmitido de segunda a sexta, geralmente às 22h30 na BBC Two, estando também disponível na BBC iPlayer.
Desde março de 2019, Emily Maitlis é a "apresentadora principal", com Kirsty Wark e Emma Barnett juntando-se à equipa de apresentação.
A banda sonora foi criada pelo compositor George Fenton e manteve-se a mesma desde a estreia do telejornal, com modificações apenas nos arranjos.

## Newsnight Review
De 2000 até dezembro de 2009, nas noites de sexta-feira, o Newsnight cedeu os últimos 15 minutos da sua emissão para o Newsnight Review, um magazine de 35 minutos sobre os destaques artísticos e culturais da semana. Mark Lawson era o principal apresentador do programa na sua encarnação Late Review, que começou a vida como uma vertente do The Late Show. Ele continuou a presidir ao painel de comentadores convidados quando reencarnou como Newsnight Review em 2000, até dezembro de 2005. O programa foi apresentado por Kirsty Wark, Martha Kearney, John Wilson, Tim Marlow, Kwame Kwei-Armah e Hardeep Singh Kohli. Os comentadores regulares incluíam Mark Kermode, Tom Paulin, Ekow Eshun e Germaine Greer.
Como parte do compromisso da BBC em mudar os programas de Londres, a Newsnight Review terminou a 18 de dezembro de 2009 com uma edição especial de uma hora. O programa foi substituído pelo The Review Show, produzido a partir de Glasgow, que começou em 22 de janeiro de 2010.